# Aéroport de Plovdiv
L'Aéroport de Plovdiv (en bulgare "Летище Пловдив") (code IATA : PDV • code OACI : LBPD) est un aéroport domestique et international bulgare situé près du village de Kroumovo (commune de Rodopi) et desservant, principalement, la ville de Plovdiv, ville principale du centre-sud de la Bulgarie et de la plaine de Thrace.

## Histoire
L'histoire de l'aviation civile, dans la région de Plovdiv, commence en 1928 avec le premier vol d'essai sur une ligne reliant Sofia, Plovdiv, Yambol, Bourgas. En 1947 ont lieu, temporairement (1500 passagers transportés en 45 jours), des vols entre Sofia et Plovdiv, en lien avec l'exposition organisée dans cette dernière ville. En mai 1948 est établie une ligne régulière entre Sofia, Plovdiv, Bourgas et Varna, sur laquelle sont utilisés des avions de la Société bulgaro-soviétique de transport aérien. À cette occasion est ouverte l'aérogare de Plovdiv, comprenant un bureau de vente de billets, dans l'ancien bâtiment du 5e régiment aérien.
À compter du 2 mai 1962, l'aérogare est transférée dans les environs du village de Graf Ignatievo. Une nouvelle piste est achevée et mise en service l'année suivante et des liaisons charters vers Berlin Est, Moscou, Prague et Vienne sont mises en place avec des avions Iliouchine Il-18, Tupolev Tu-104 et Tupolev Tu-114. Le 13 septembre 1965 est ouvert le nouveau bâtiment d'accueil des passagers. Au cours de cette période sont assurées des lignes aériennes régulières pour passagers jusqu'à Sofia, Bourgas, Varna, Roussé, Targovichté et Gorna Oriahovitsa, avec des avions Iliouchine Il-14. Dans les années 1970, les vols cargos de l'Aéroflot connaissent un grand développement (5000 tonnes en 1972), avec l'organisation du transport, entre Plovdiv et l'URSS, de produits agricoles qui ont poussé dans les serres du sud de la Bulgarie. Des avions Iliouchine Il-18, Tupolev Tu-154, Antonov An-12 et Iliouchine Il-76 (à compter de 1978) furent utilisés sur ces lignes. Les lignes intérieures depuis Plovdiv sont supprimées en 1980 car elles étaient gravement déficitaires et seuls sont conservés les vols charters pendant la saison hivernale afin de desservir les stations de ski des Rhodopes.
La baisse du trafic sur l'aérogare de Plovdiv entraine son transfert près du village de Kroumovo (commune de Rodopi). Un bâtiment d'accueil, un bloc technique, un hangar de parking, un bâtiment pour la Direction de la circulation aérienne et une tour de contrôle sont construits à côté d'une piste construite en béton. Le premier vol atterrit sur le nouvel aéroport de Plovdiv, le 18 décembre 1982, en provenance de l'aéroport d'Amsterdam-Schiphol.
Un nouveau terminal entre en service en août 2009, avec des guichets modernes et adaptés aux nouvelles modalités de voyage des passagers. Il dispose de 13 rampes d'embarquement. Le 3 novembre 2010 est inaugurée la première ligne régulière ouverte toute l'année (1 vol par semaine) sur l'aéroport de Plovdiv-Kroumovo : elle relie Plovdiv à l'aéroport de Londres Stansted.

## Situation
| \| 20 km1:1 354 000 \| Balchik Bezmer Bohot Bohot-LM Buhovtsi/Targovichte Bourgas Dobroslavtsi Dolna Banya Dolna Mitropoliya Erden Gabrovnitsa Gorna Oryahovitsa Graf Ignatievo Grivitsa Ihtiman Izgrev Kalvacha Kaynardzha Lesnovo Malevo Plovdiv Polikraichte Primorsko Ravnets Roussé Silistra Sliven Sofia Stara Zagora Varna Vidine |
| 20 km1:1 354 000 |

## Compagnies et destinations desservies
| Compagnies           | Destinations                                                                                              |
| -------------------- | --- |
| Arkia                | En saison : Tel Aviv - Ben Gourion                                                                        |
| BH Air               | En saison charter: Antalya                                                                                |
| European Air Charter | En saison charter: - Antalya, - Bodrum-Milas, - Djerba-Zarzis, - Enfidha-Hammamet, - Hurghada, - Le Caire |
| Jet2.com             | En saison charter : Belfast                                                                               |
| Ryanair              | Dublin, Londres-Stansted                                                                                  |
| SunExpress           | En saison charter : Antalya, Izmir-A. Menderes                                                            |
| Wizz Air             | Londres-Luton, Memmingen                                                                                  |

Édité le 03/01/2020  Actualisé le 18/02/2023

## Statistiques
Pour des raisons techniques, il est temporairement impossible d'afficher le graphique qui aurait dû être présenté ici.

Voir la requête brute et les sources sur Wikidata.

### Base aérienne de Kroumovo
Elle est le lieu 24e base d'hélicoptères de la Force aérienne bulgare, opérant des Eurocopter AS 532, Mil Mi-24, Mil Mi-17 et des Bell 206 à l'ouest de l'aéroport.

### Musée de l'aviation de Plovdiv
Le Musée de l'aéronautique de Plovdiv a ouvert en 1991.

## Galerie

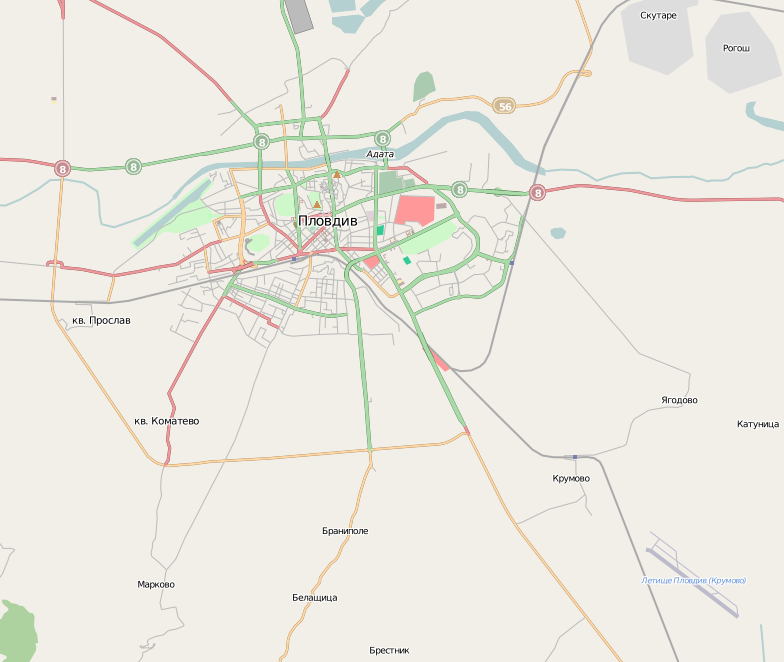
Localisation de l'aéroport de Plovdiv.
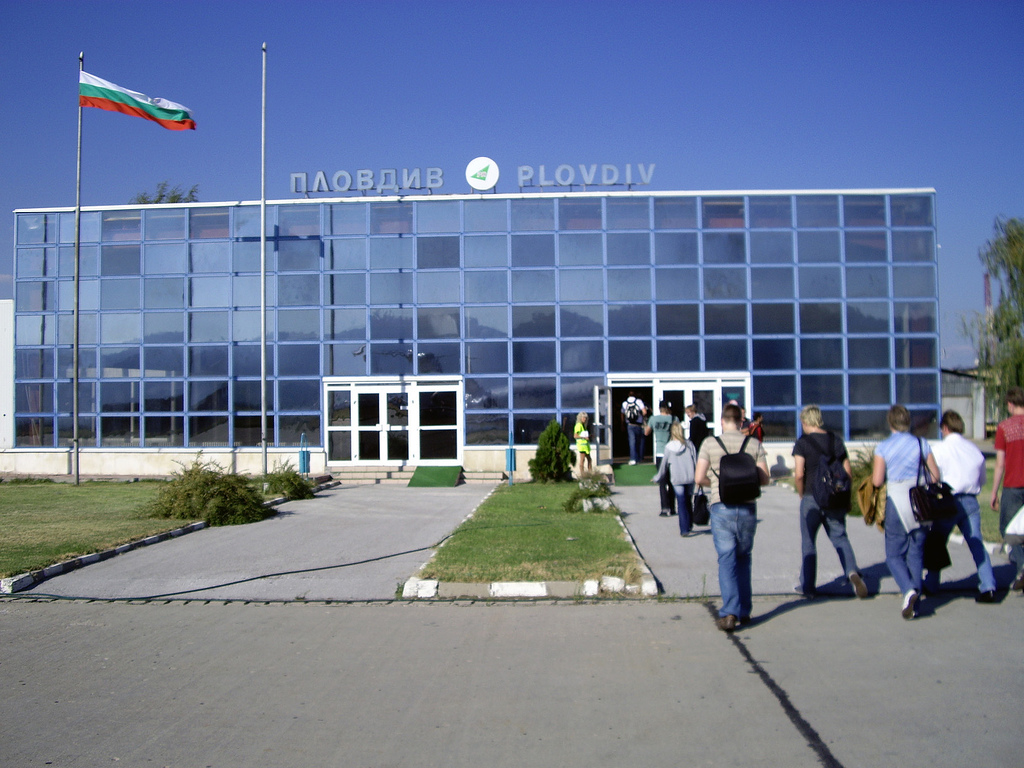
L'ancien terminal.
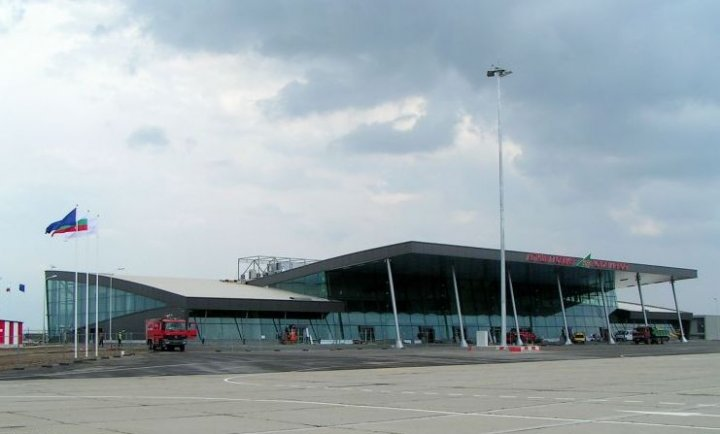
Le nouveau terminal.
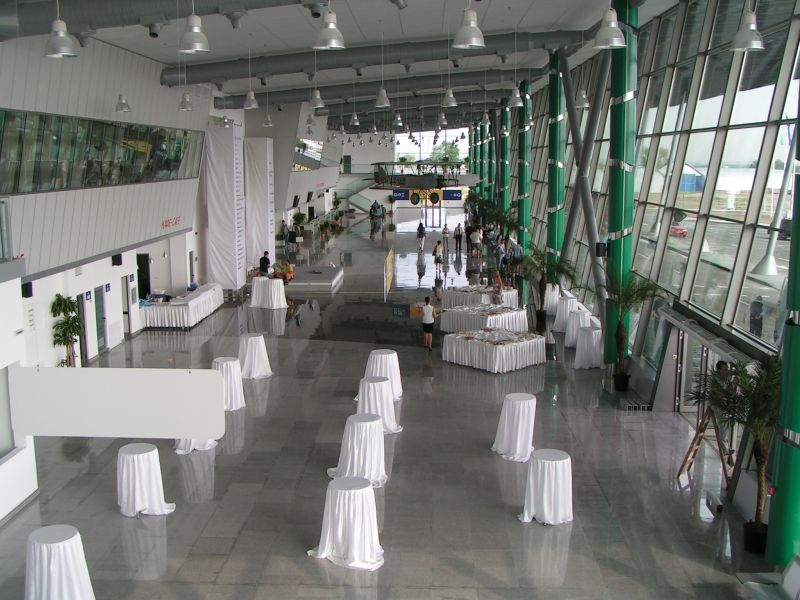
L'intérieur du nouveau terminal.